# Gorges de l'Ardèche
Pour les articles homonymes, voir Gorges et Ardèche.
Les gorges de l'Ardèche sont des gorges pittoresques, haut lieu touristique du département français de l'Ardèche et frontalier de celui du Gard, dans leur cours inférieur. Elles forment un important canyon d'une trentaine de kilomètres, creusé par la rivière Ardèche dans le plateau calcaire, entre le pont d'Arc de Vallon-Pont-d'Arc et Saint-Martin-d'Ardèche, pouvant être descendues en canoë-kayak, ou par sentier de randonnée,, ou suivies du côté nord par la route touristique D 290, aménagée à travers la garrigue avec onze belvédères panoramiques. Elles sont classées réserve naturelle nationale depuis 1980, avec la réserve naturelle nationale des gorges de l'Ardèche,,.

## Géographie

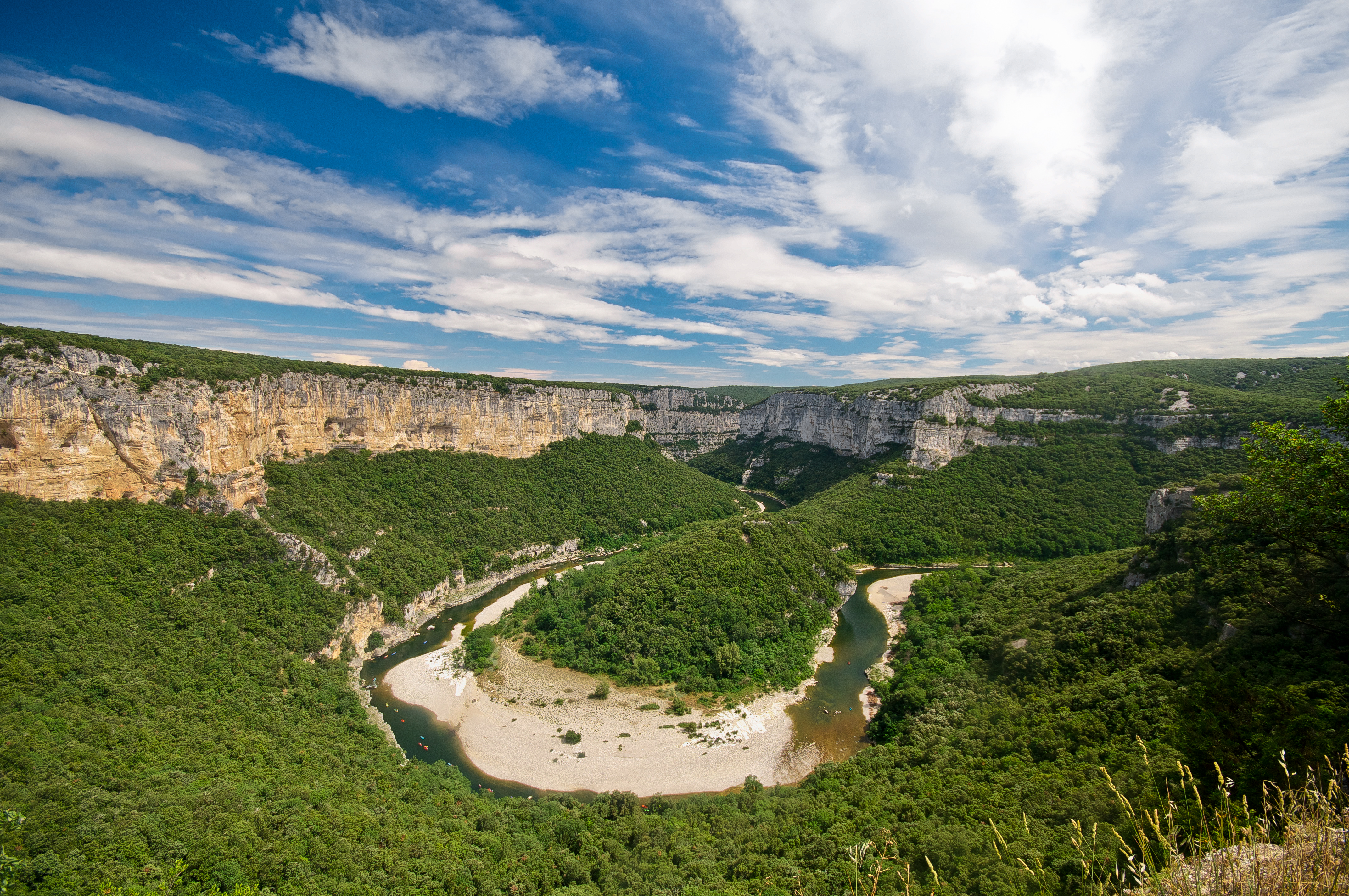
Cirque de la Madeleine, balcon et plages des Templiers, maladrerie des Templiers, et remparts du Garn.

Les gorges de l'Ardèche s'étendent sur le territoire de sept communes d'Ardèche (Vallon-Pont-d'Arc, Salavas, Labastide-de-Virac, Saint-Remèze, Bidon, Saint-Marcel-d'Ardèche et Saint-Martin-d'Ardèche) et deux communes du Gard (Le Garn sur quelques mètres à Gournier et, jusqu'à la fin côté sud, Aiguèze).
La rivière a formé plusieurs méandres au cours du temps, plus ou moins ouverts, dans le plateau (bloc urgonien d'environ huit cents mètres d'épaisseur : plateau des Gras au nord, bois de Ronze au sud), avec pour un des plus remarquables d'entre eux, celui du pont d'Arc : le cours d'eau y a recoupé son méandre en perçant la roche et en laissant une arche naturelle monumentale et pittoresque de calcaire de 59 m de longueur, pour 54 m de hauteur, sous laquelle la rivière continue à s'écouler.
L'Ardèche, dans ses gorges, descend de 80 à 45 m au-dessus du niveau de la mer. Elle les a creusées par un long effet d'érosion karstique dans la roche calcaire, dans un massif à l'altitude moyenne de 300 m, à la végétation méditerranéenne : il s'agit de la première grande garrigue. Les espèces sont adaptées à un sol perméable qui ne conserve pas l'eau en surface, mais la voit circuler dans les nombreuses galeries et rivières souterraines, le réseau connu de la grotte de Saint-Marcel dépasse les 50 km de conduits.

## Histoire
Outre les grottes ornées d'Hommes de Cro-Magnon du Paléolithique (parmi les plus anciennes connues du monde), la présence humaine est attestée par la présence de 800 dolmens dans toute la Basse-Ardèche, l'une des principales zones mégalithiques préhistorique de France.

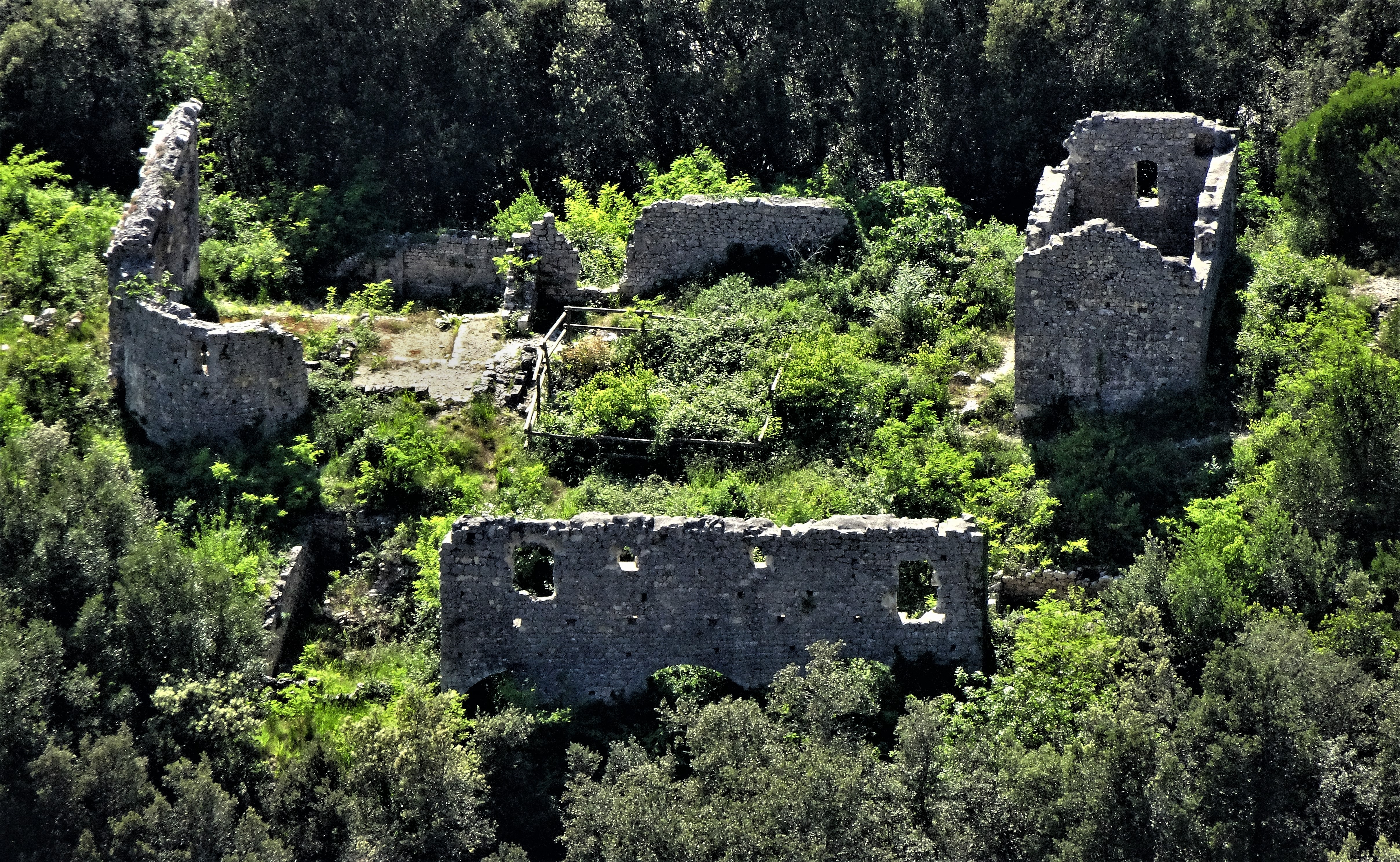
Vestiges du monastère-prieuré de la Madeleine (ou maladrerie des Templiers) du XIe siècle.

Le monastère-prieuré de la Madeleine est implanté au XIe siècle, au sommet et au centre du cirque naturel de la Madeleine, et du méandre des Templiers, à 15 km du château d'Aiguèze (du VIIIe siècle), sous le nom de « maladrerie des Templiers ». 
La carte de Cassini, qui montre pour une partie des gorges un tracé rectiligne très éloigné de la réalité, prouve qu'elles étaient encore au milieu du XVIIIe siècle un territoire mal connu.
Hormis l'ancienne voie romaine d'Antonin du IIe siècle, aucune route ne parcourait les gorges de l'Ardèche avant les années 1960 : la trentaine de kilomètres séparant le hameau de Chames, près du pont d'Arc, et le hameau de Sauze, à Saint-Martin-d'Ardèche n'était et n'est praticable qu'à pied par un sentier de randonnée. Elles l'étaient en barque plate (ou bèches) par les habitants installés à leurs extrémités ou sur les plateaux alentour. Ils exploitaient pour l'essentiel le bois et le charbon de bois réalisé sur le plateau.

## Tourisme
Les gorges de l'Ardèche, leurs plateaux, et la vaste réserve naturelle nationale des gorges de l'Ardèche, sont un des hauts lieux de vacances et du tourisme dans l'Ardèche, qui attirent chaque année de nombreux visiteurs avides de découverte, d'évasion, et d'activités de pleine nature, avec sa garrigue et sa flore méditerranéenne, ses sentiers de randonneurs, ses plages, baigneurs, pêcheurs, plongeurs, campeurs, grimpeurs, spéléologues, écologistes, photographes, cyclistes, naturistes, et pratiquants de canyoning, paramoteurs, deltaplanes, saut à l'élastique, et canoë-kayak (qui passent naturellement sous le pont d'Arc avant 33 km de descente des gorges de l'Ardèche, jusqu'à Saint-Martin-d'Ardèche)…

Quelques vues des gorges de l’Ardèche
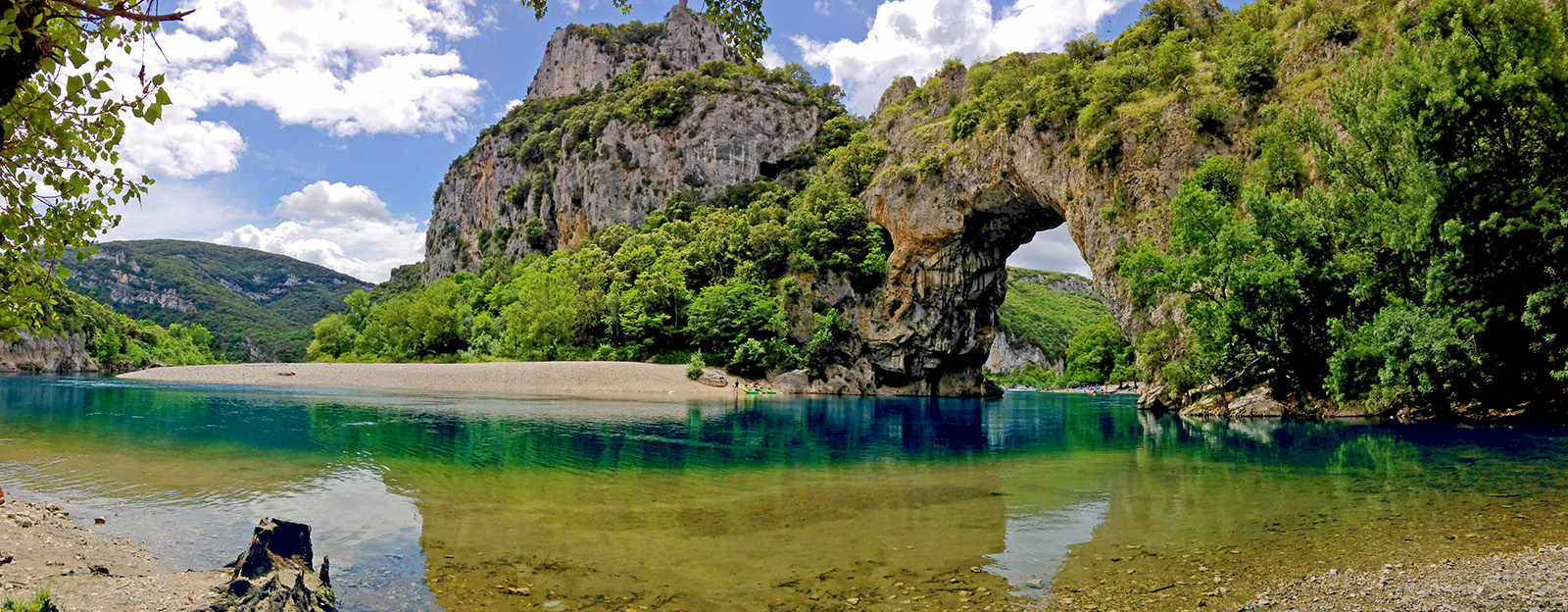
Pont d'Arc, porte d'entrée des gorges de l'Ardèche.
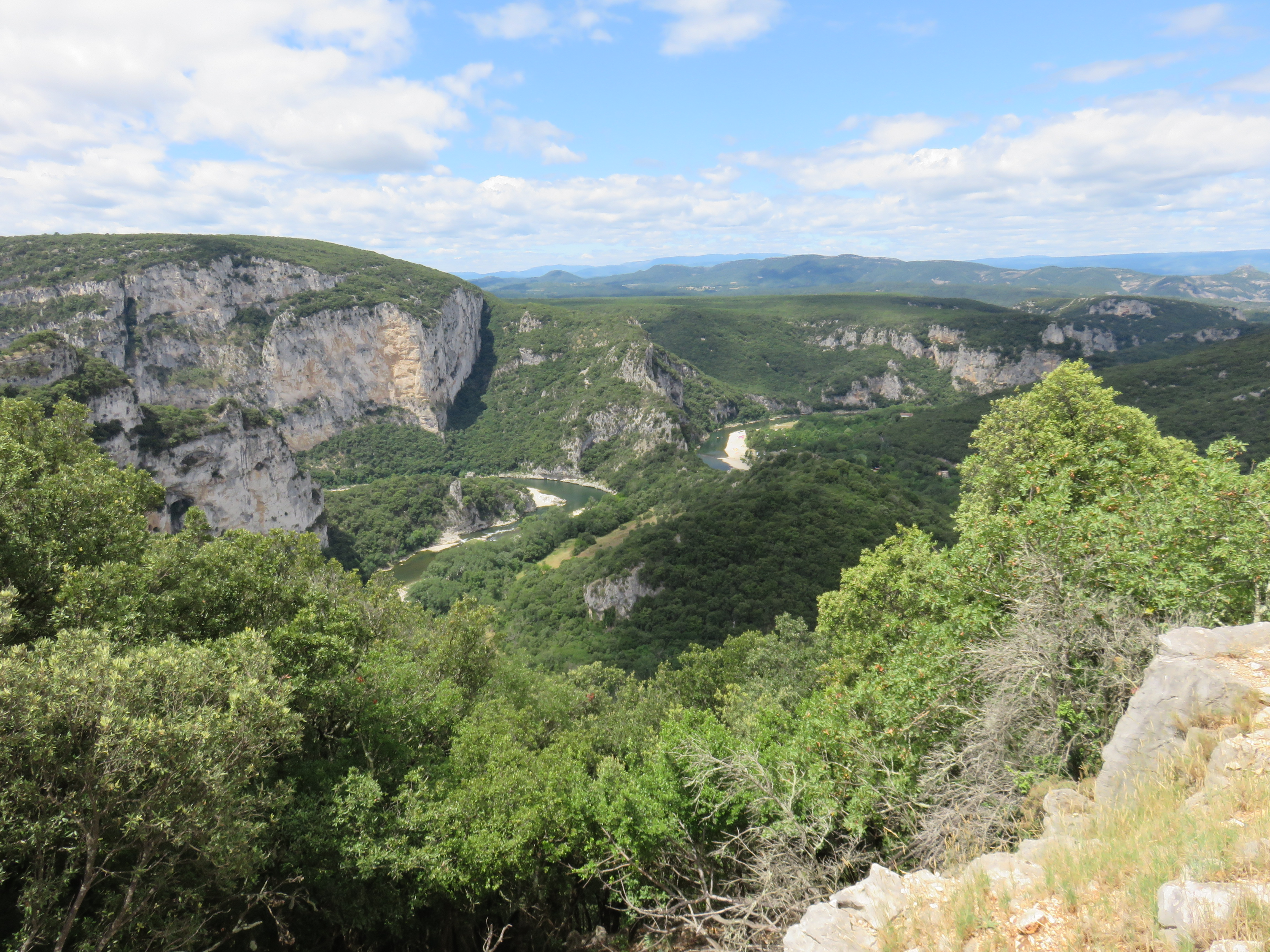
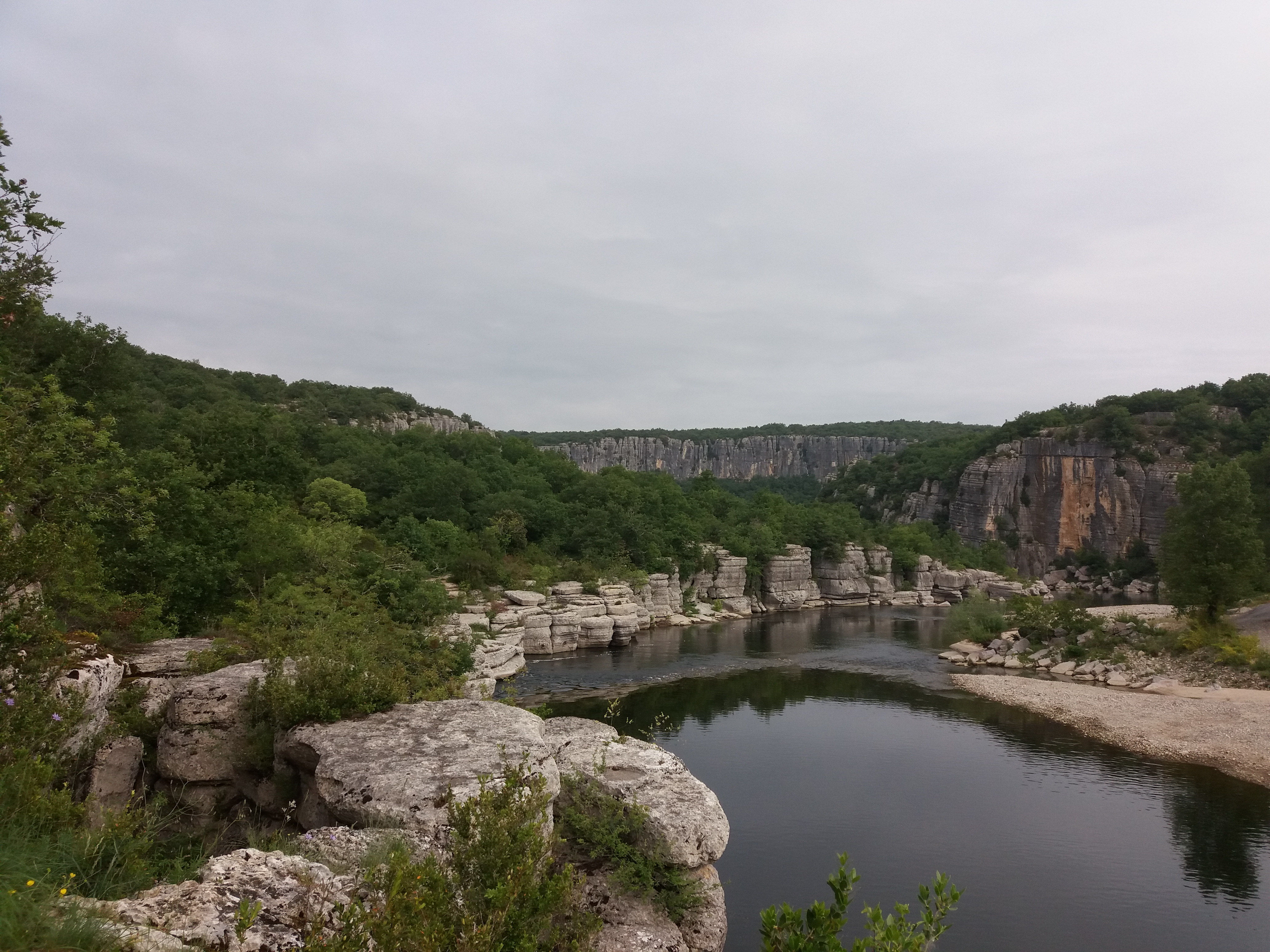
Cirque de Gens.
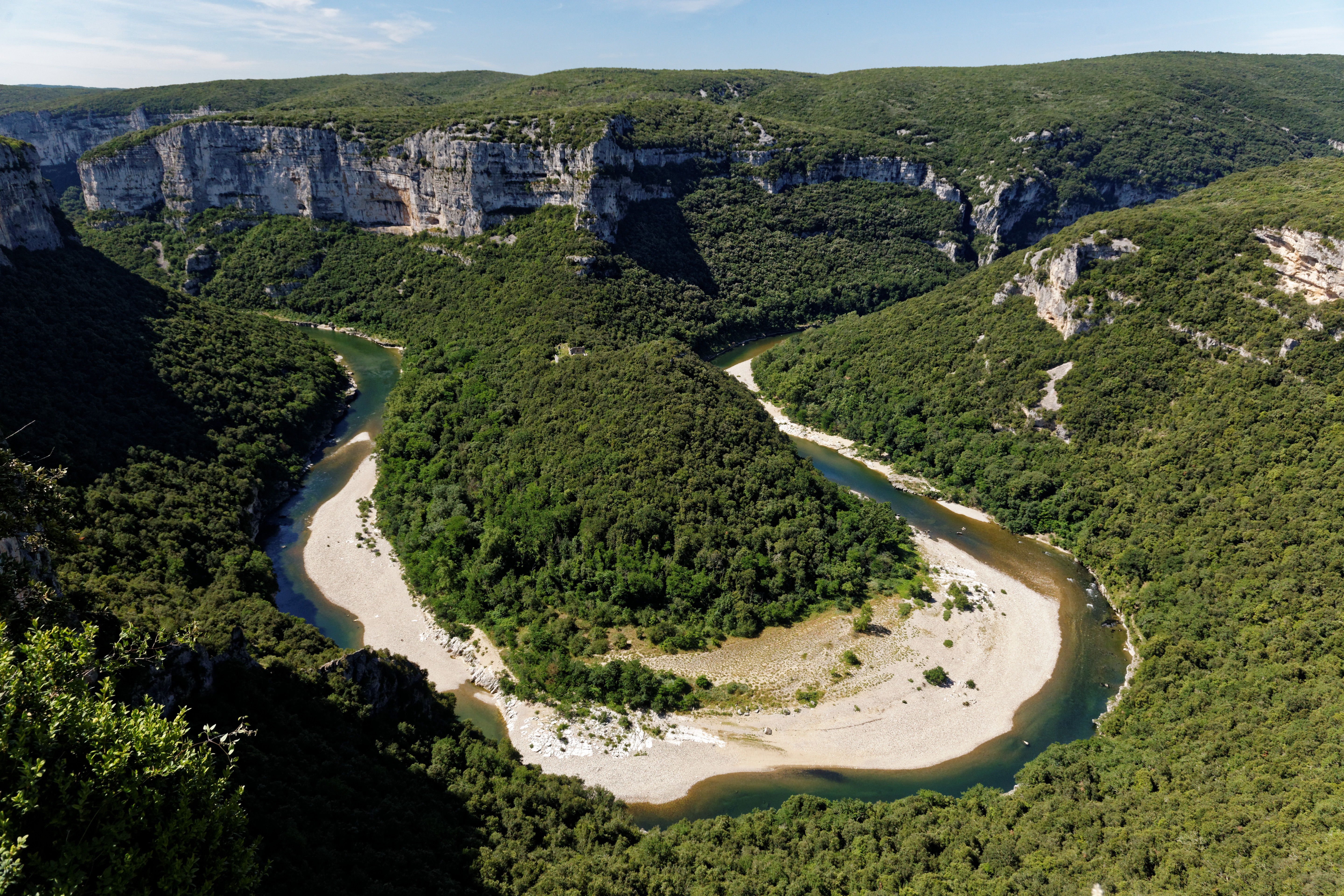
Cirque de Madeleine.
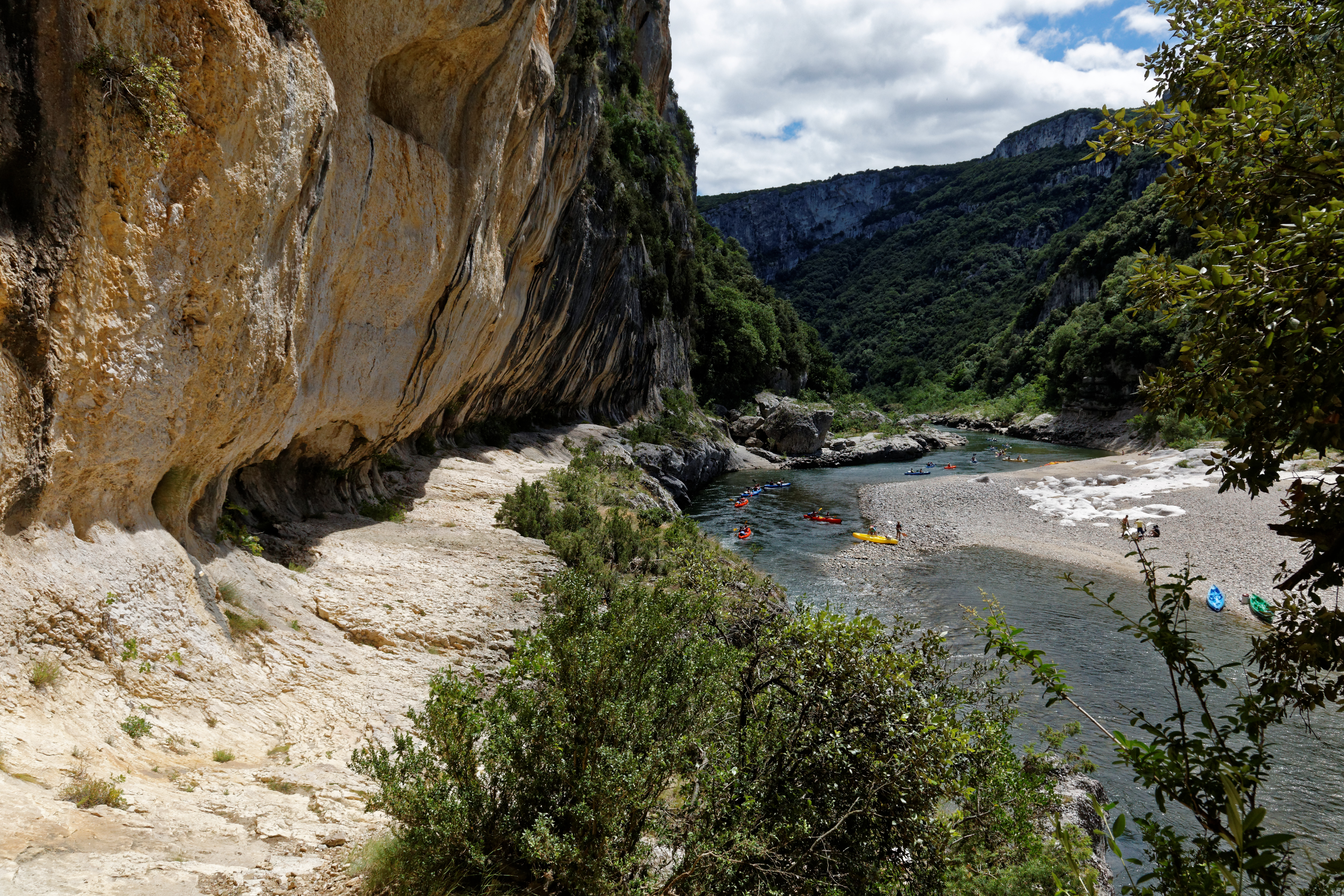
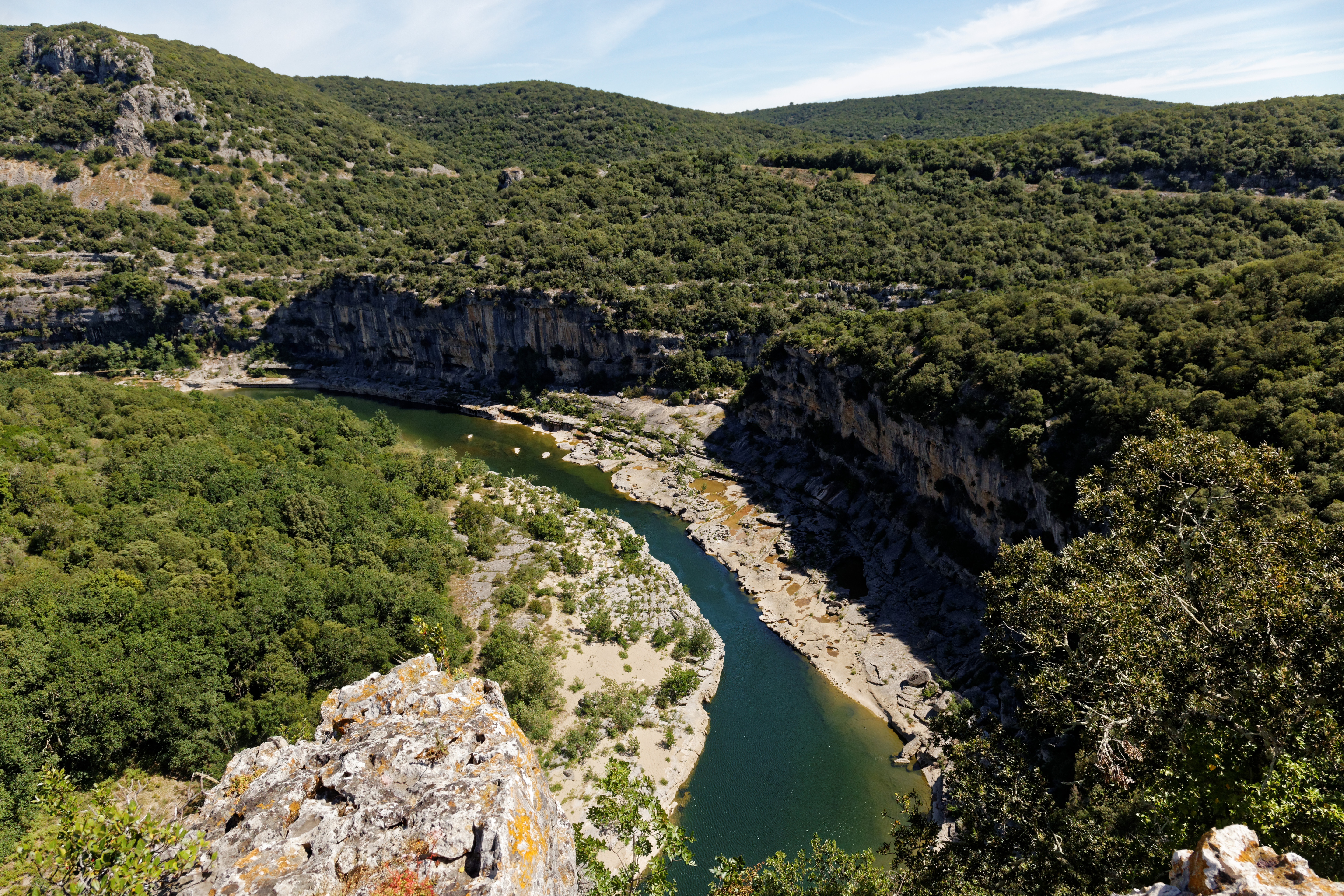
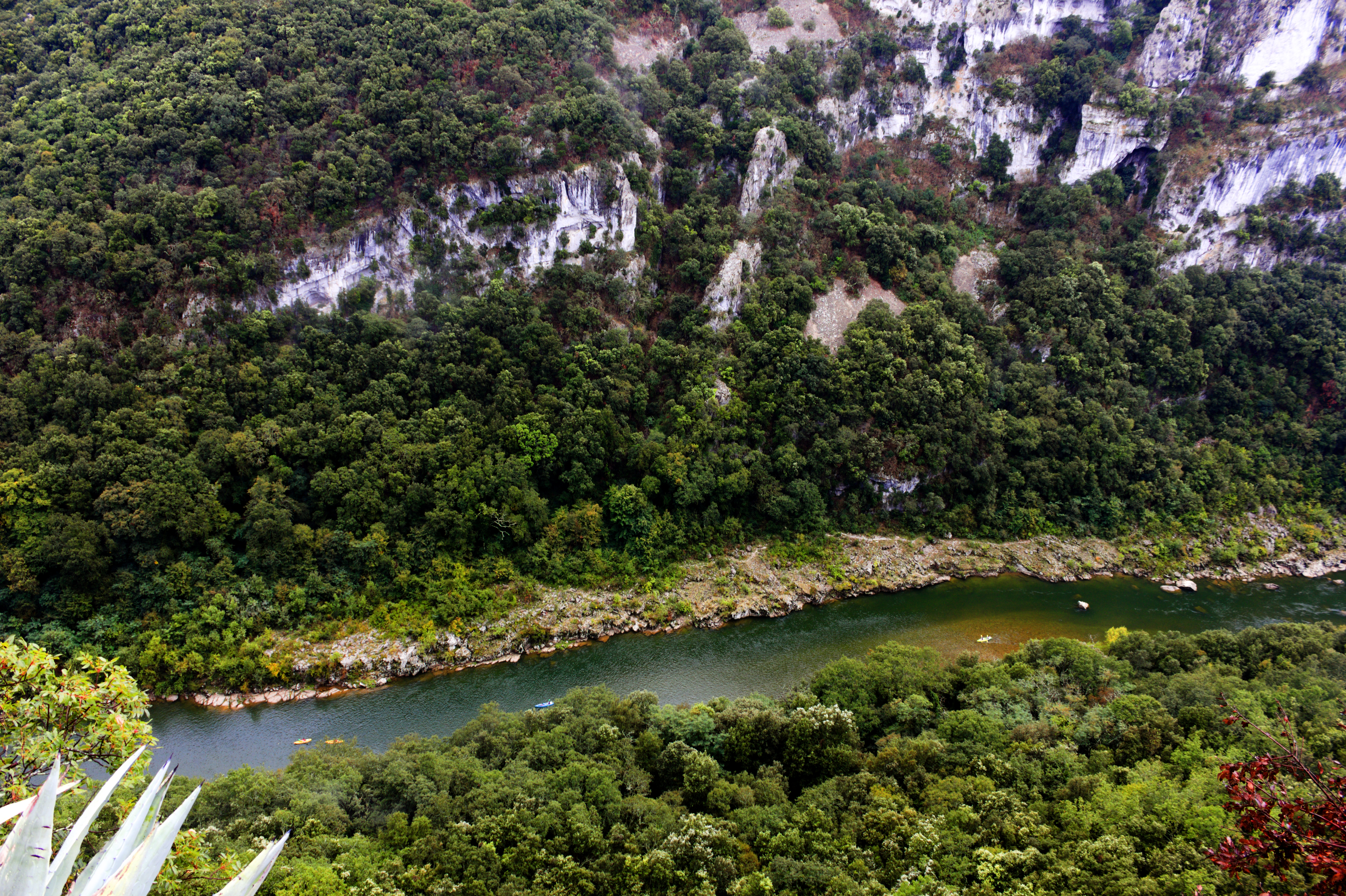
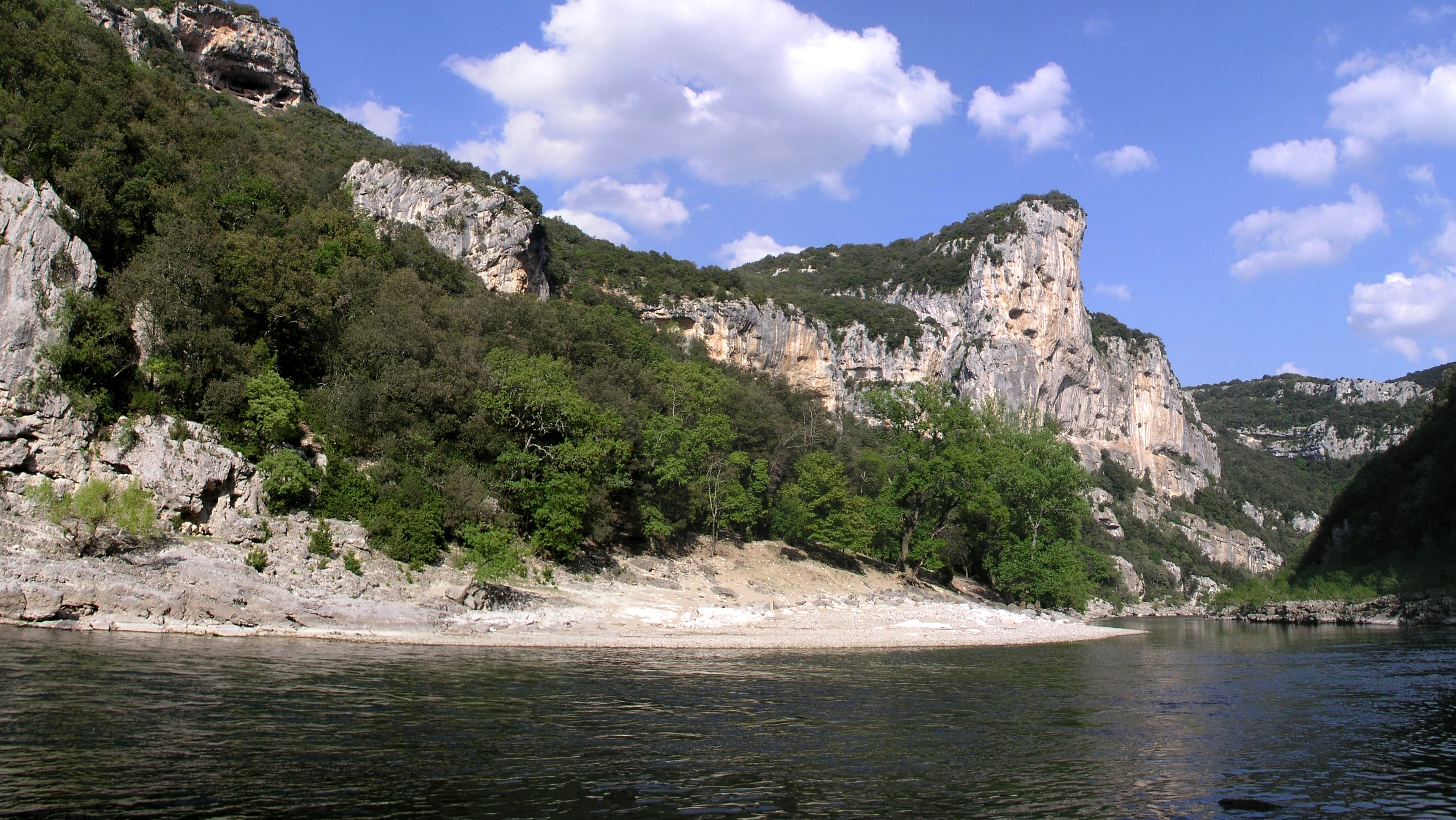
Les gorges vers Autridge.
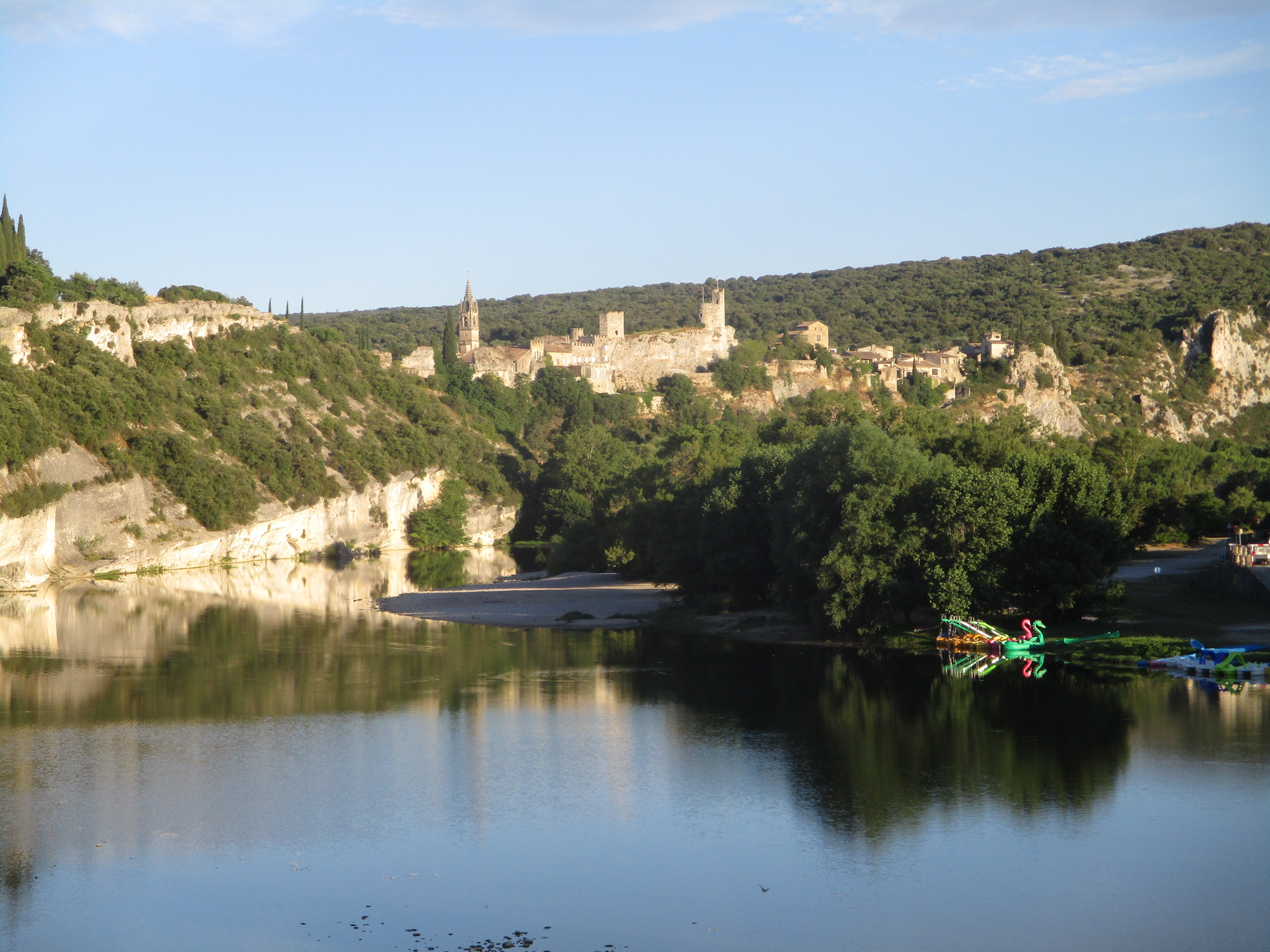
Château d'Aiguèze, et Saint-Martin-d'Ardèche.

De nombreuses grottes (et grottes ornées, parmi les plus anciennes connues du monde) peuvent être visitées pour leur intérêt géologique et historique, dont les grotte Chabot, grotte de Saint-Marcel, grotte Chauvet (fermée à la visite, et grotte Chauvet 2 ou caverne du Pont-d'Arc), grotte des Huguenots, grotte d'Ebbou, grotte de la Madeleine, grotte du Déroc, grotte des Deux-Ouvertures, grotte du Figuier, grotte de la Cocalière, grotte aux points d'Aiguèze, grotte Huchard, aven Marzal, et aven d'Orgnac… 
La très forte fréquentation estivale, y compris pour les kayaks, a inspiré un système pour fluidifier les flux de visiteurs dans l'une des nombreuses démarches allant vers le tourisme durable.

### Route touristique

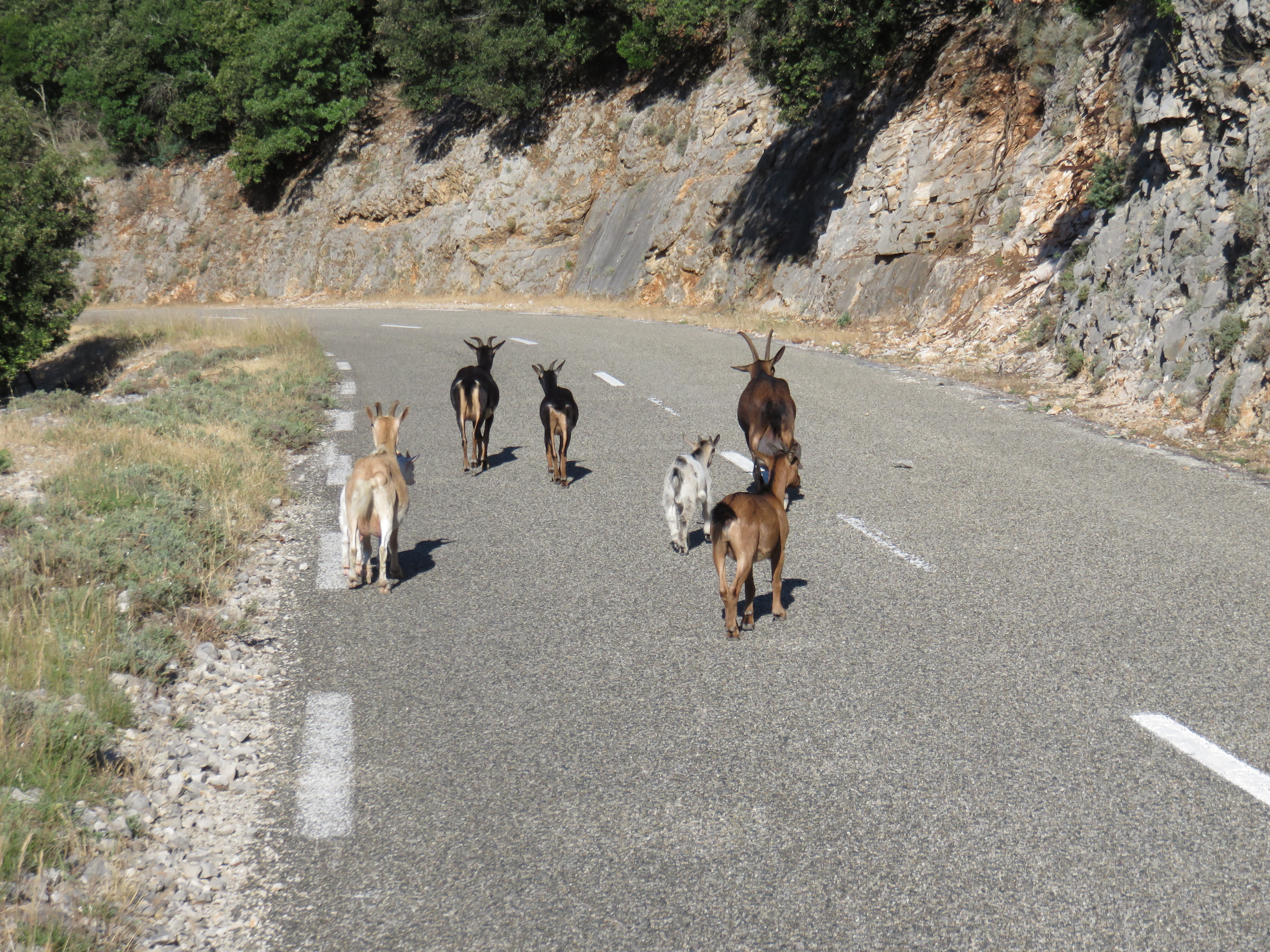
Route touristique et troupeau de chèvres, dans la garrigue des gorges.

La route touristique de 29 km des gorges de l'Ardèche, créée en 1969, surplombe les gorges de l'Ardèche en rive gauche en longeant la réserve naturelle nationale des gorges de l'Ardèche, de Vallon-Pont-d'Arc à Saint-Martin-d'Ardèche, avec une estimation de 1,2 million de visiteurs empruntant chaque année cette route. Onze belvédères y sont aménagés par le conseil départemental de l'Ardèche, dont les noms sont liés aux différents sites, depuis le Serre de Tourre embrassant la vue sur les Cévennes vers Alès à l'entrée des gorges jusqu'au Ranc Pointu avant le panorama sur Aiguèze, Saint-Martin-d'Ardèche et, au loin, la plaine du Rhône et le mont Ventoux.

### Descente des gorges
La réputation des gorges de l'Ardèche tient surtout à son cours d'eau. Relativement calme, bas, et accessible pendant toute la période du printemps et de l'été, parsemé de quelques rapides dignes d'intérêt, il est un lieu de loisirs affectionné des amateurs de canoë-kayak, comme des randonneurs. Plus de 100 000 personnes passent chaque année sous le pont d'Arc, hormis celles utilisant leur propre embarcation.

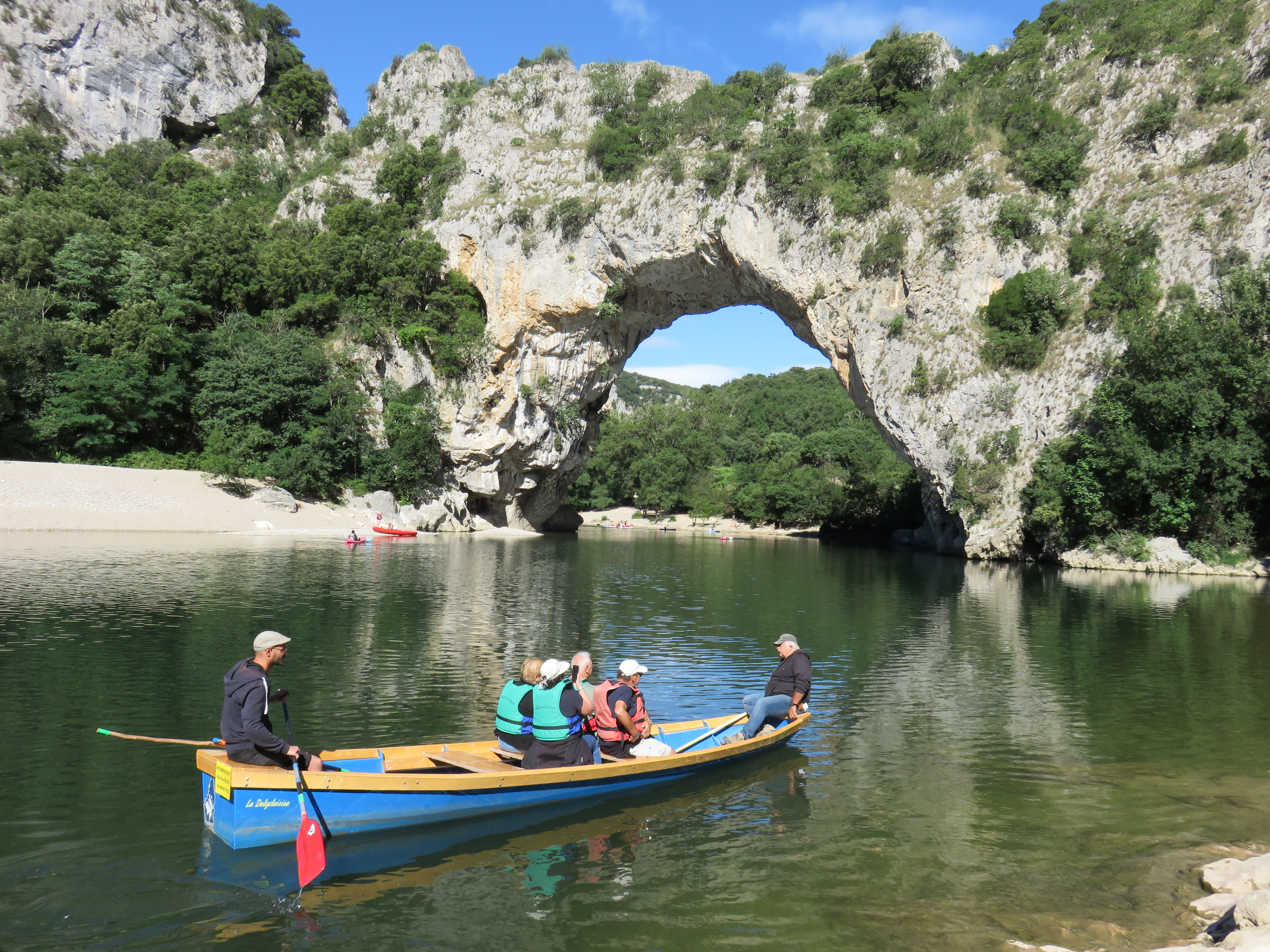
Pont d'Arc
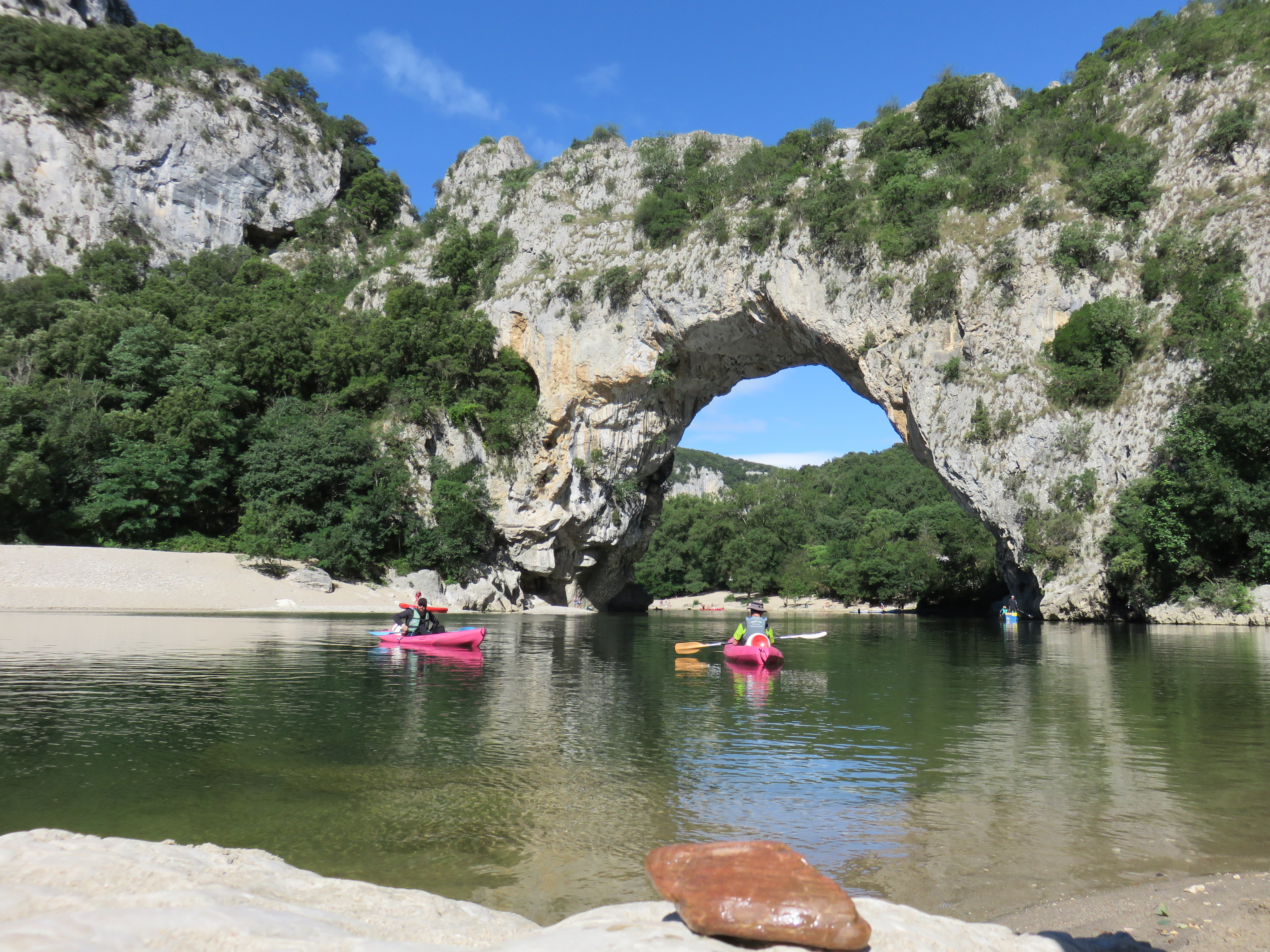
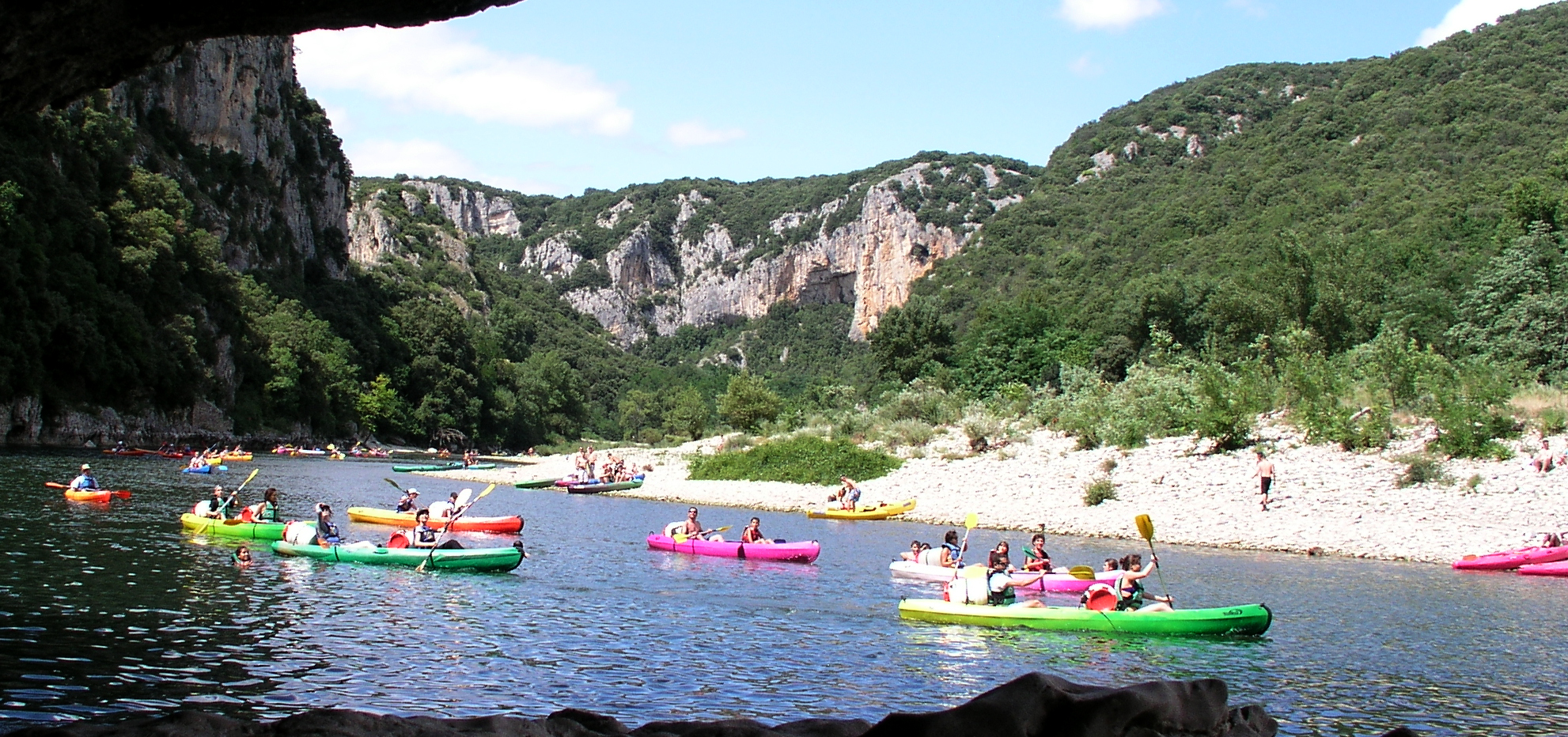
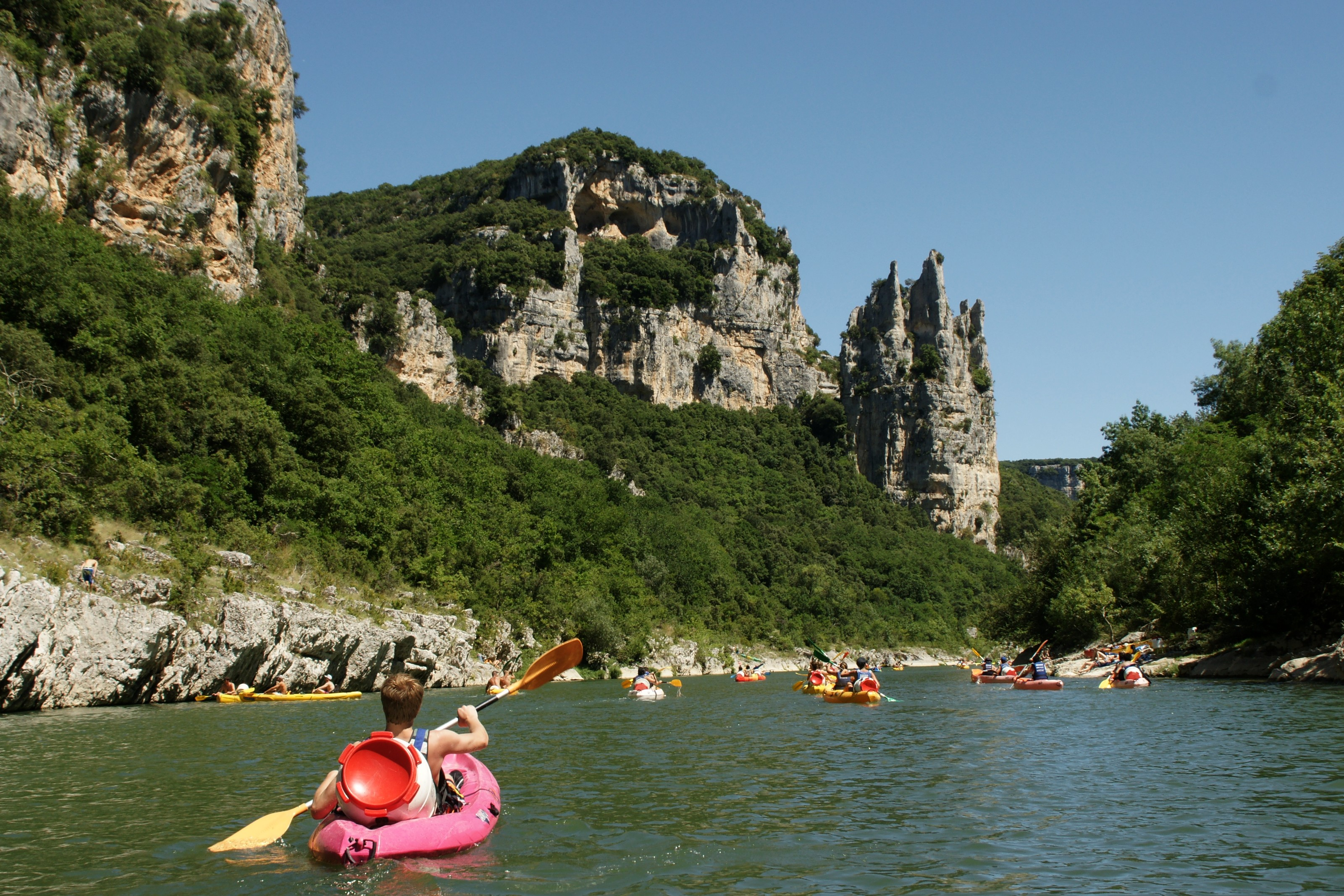
La Cathédrale.
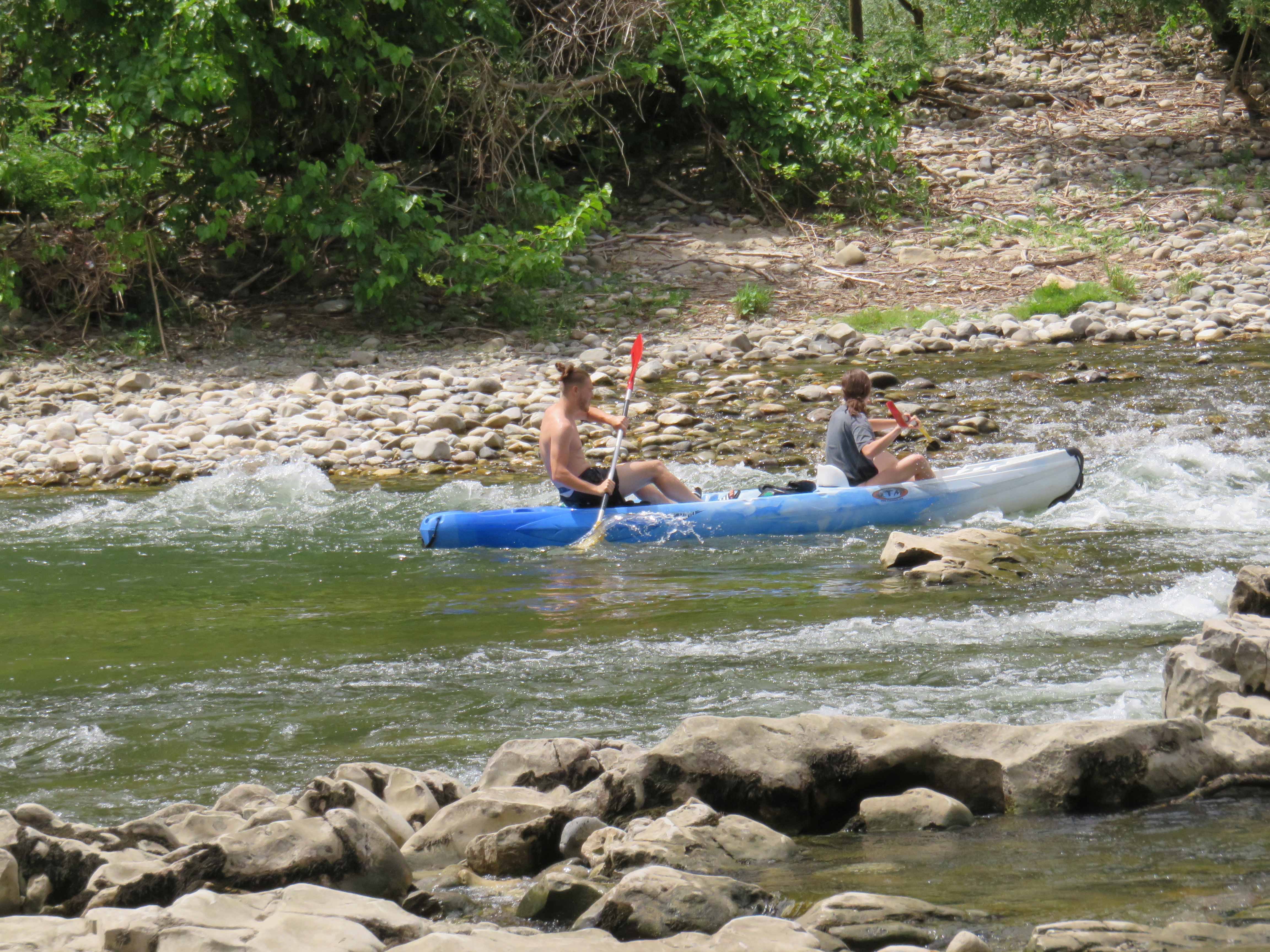
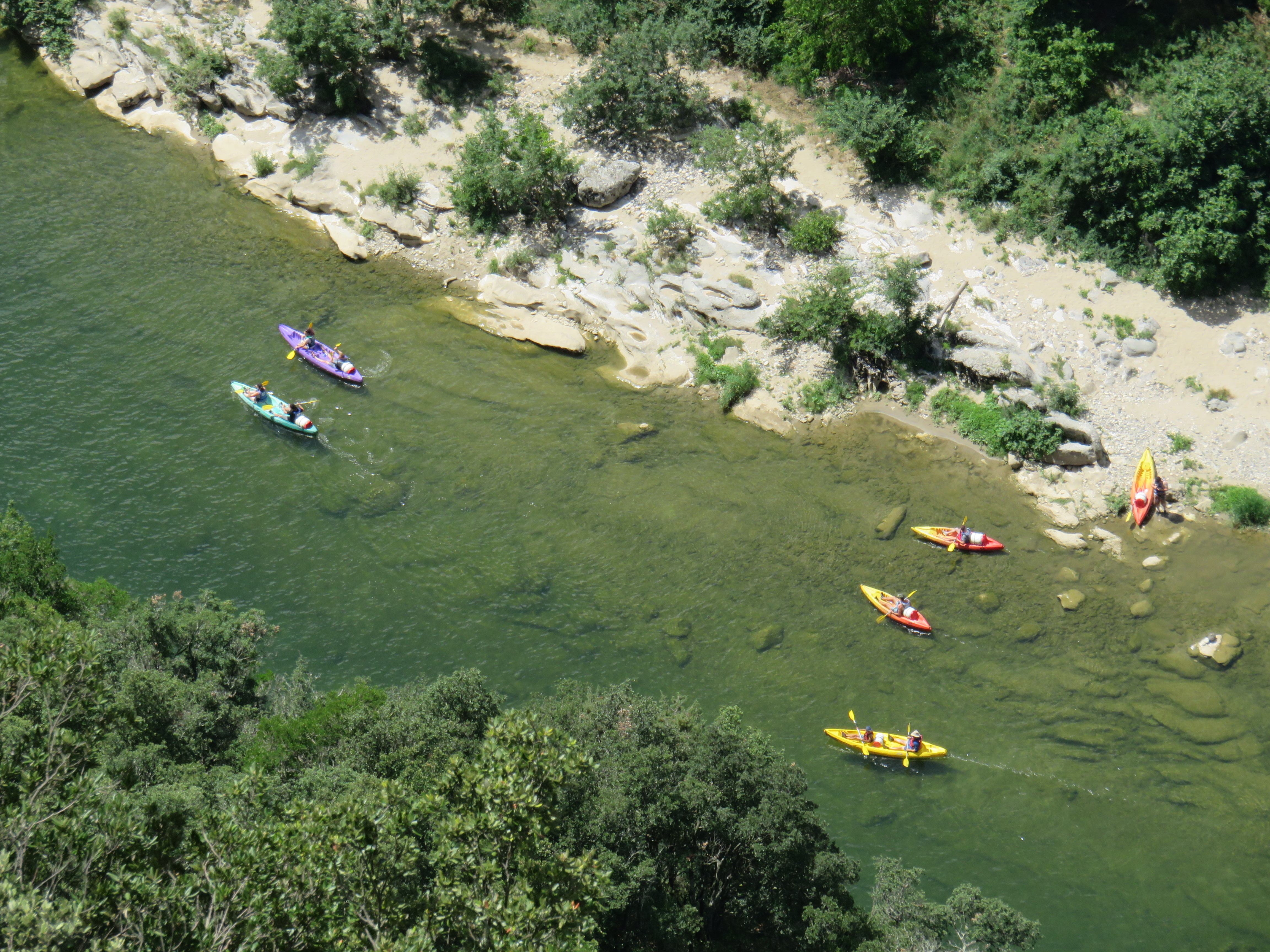
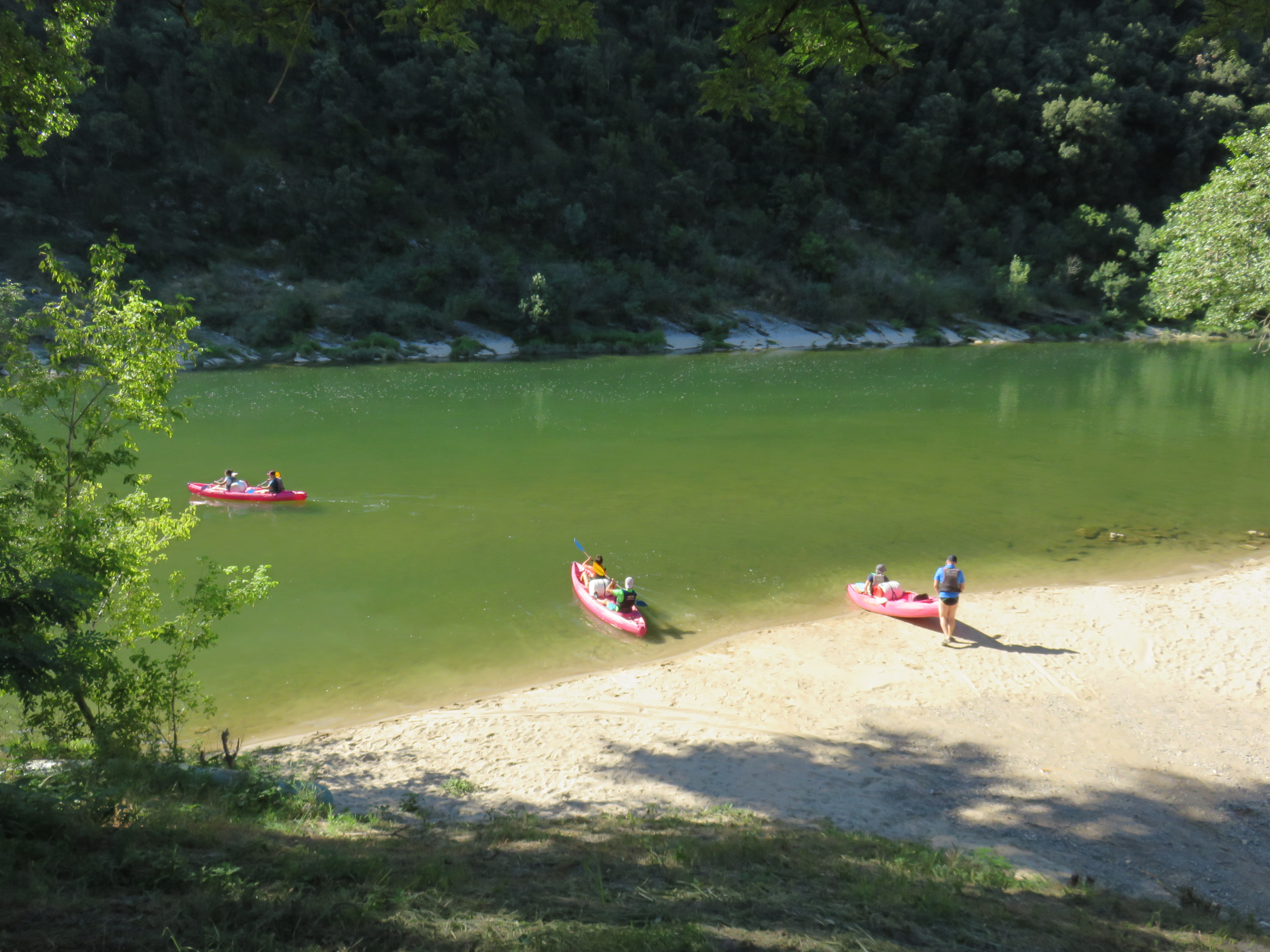
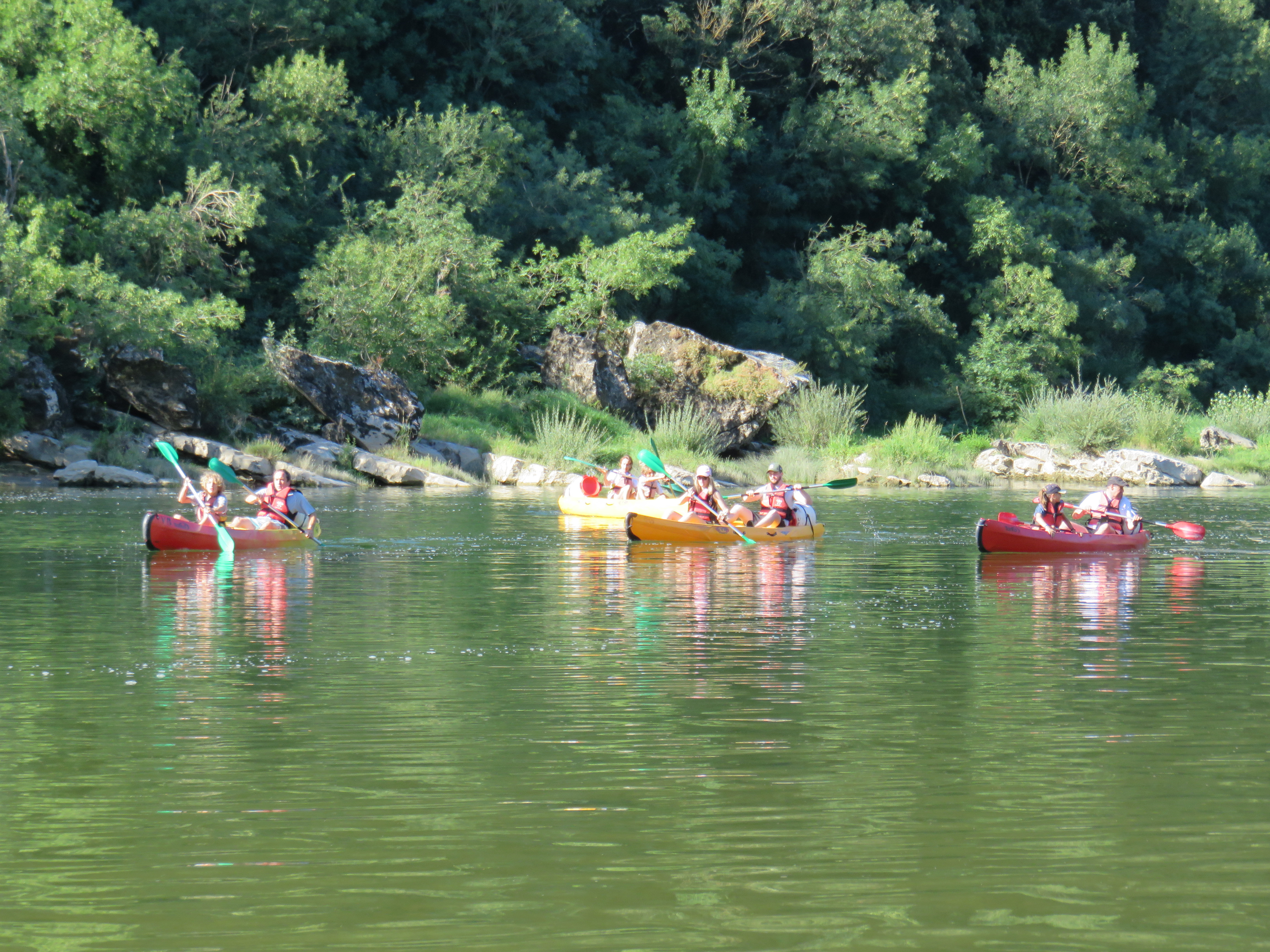
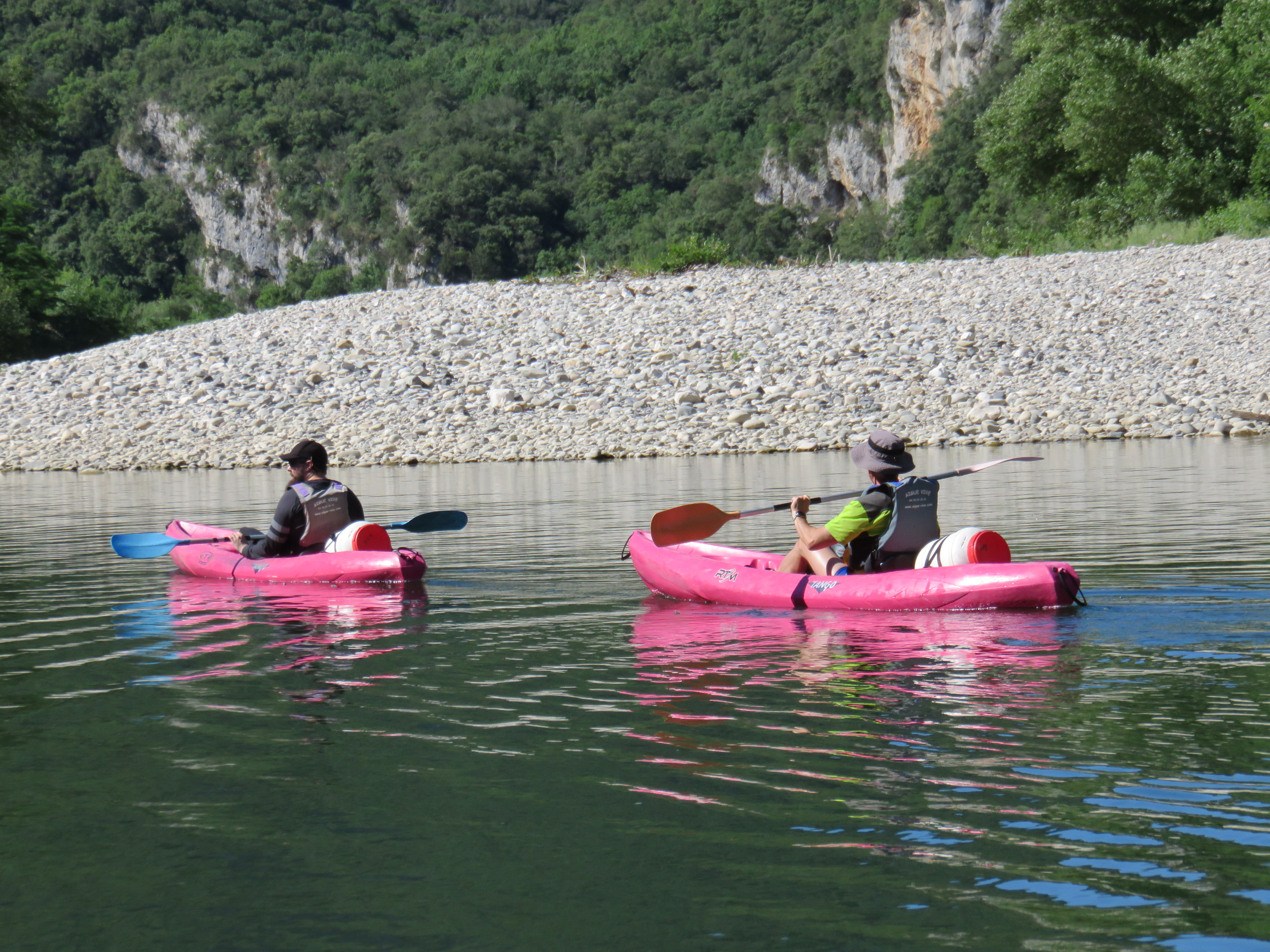
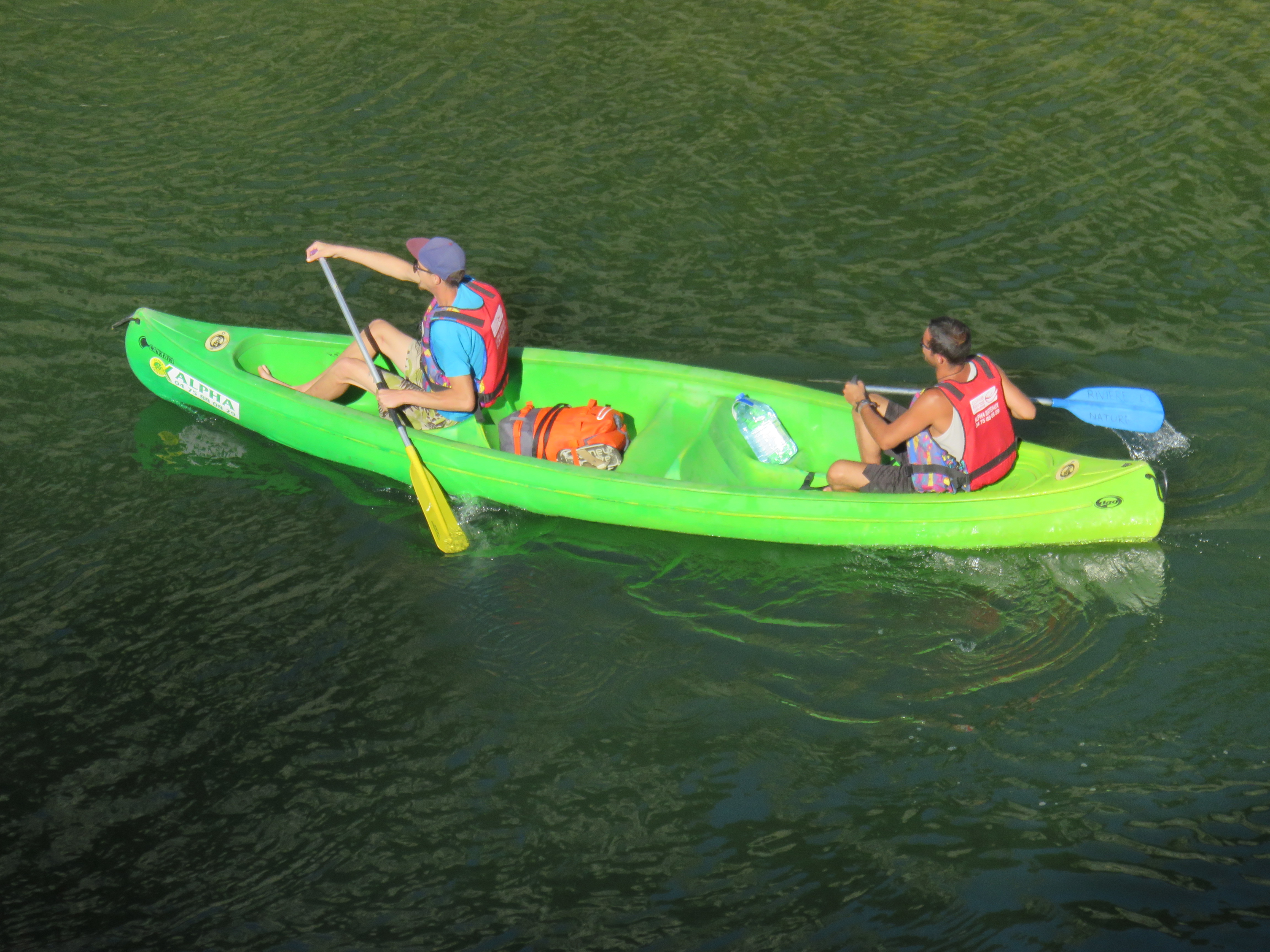

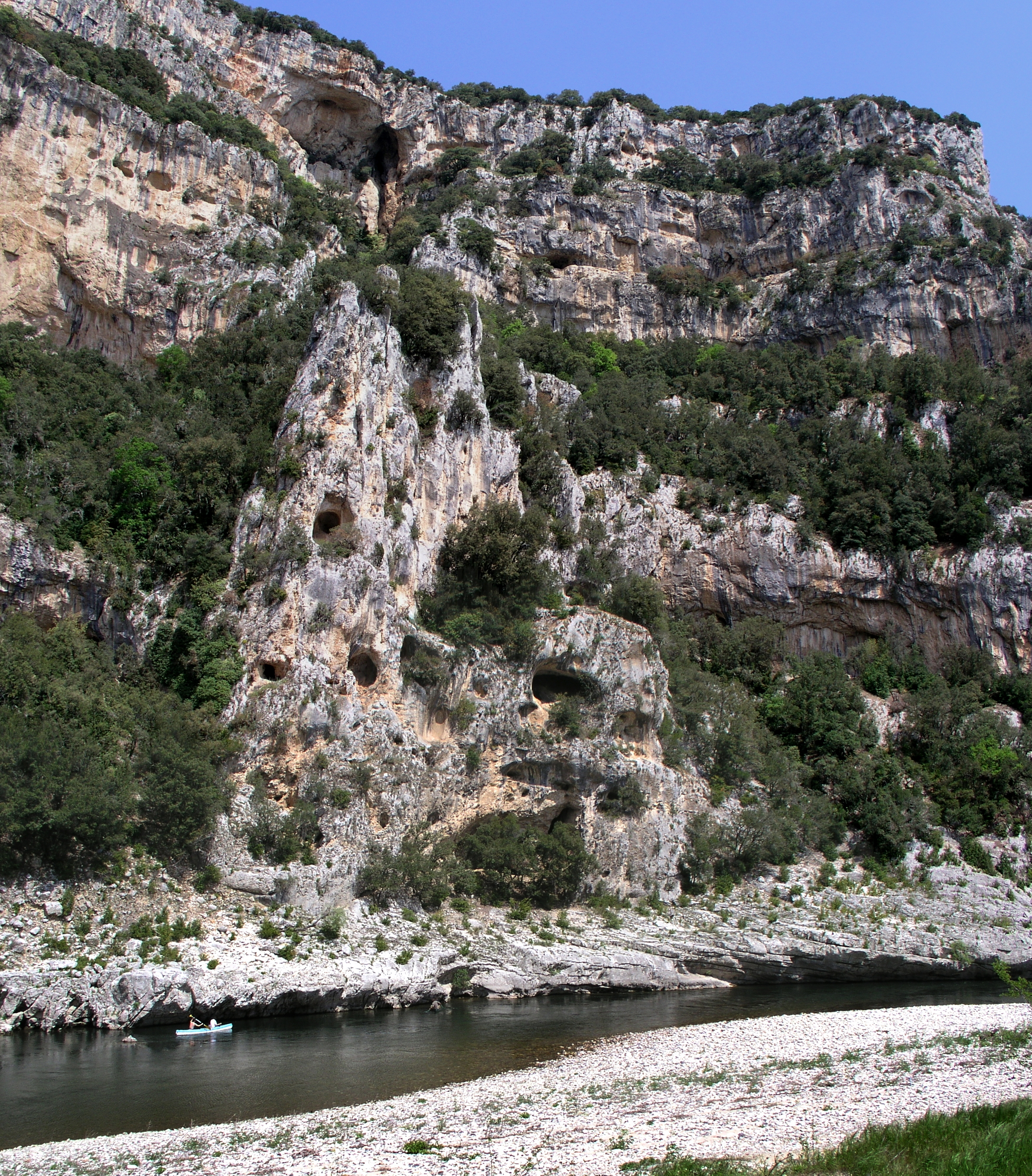
Les gorges vers le cirque de Gaud.

La descente se fait dans la journée, accompagné ou non d'un moniteur, entre Vallon-Pont-d'Arc ou Chames et Sauze à Saint-Martin-d'Ardèche. Elle peut se faire en deux jours avec une nuitée en bivouac (à Gaud et Gournier — le camping sauvage est interdit dans les gorges).
De nombreux rapides agrémentent les gorges entre Vallon-Pont-d'Arc et Saint-Martin-d'Ardèche, dont :
- le rapide de Charlemagne ;
- le rapide des Champs ;
- le rapide de la Dent Noire ;
- le rapide de l'Esclapayre ;
- le rapide de Figueras ;
- le rapide du Rossignol ;
- le rapide du Gué de Guitard ;
- Toupine du Gournier ;
- le rapide Grand Gour ;
- le rapide de la Pastière ;
- le rapide du Noyer ;
- le rapide de la Fève ;
- le rapide de la Cadière ;
- le rapide de la Caville.

En période de crue (principalement lors de certaines pluies cévenoles violentes d'automne), la descente est interdite par arrêté préfectoral. Ces crues sont rares mais peuvent être extrêmement violentes. L'Ardèche dans ses gorges peut passer en quelques heures d'un débit de quelques mètres cubes à plus de 7 000 mètres cubes par seconde sans aucune possibilité de régulation par les quelques petites retenues artificielles du bassin versant (Chassezac et Fontaulière).

## Réserve naturelle

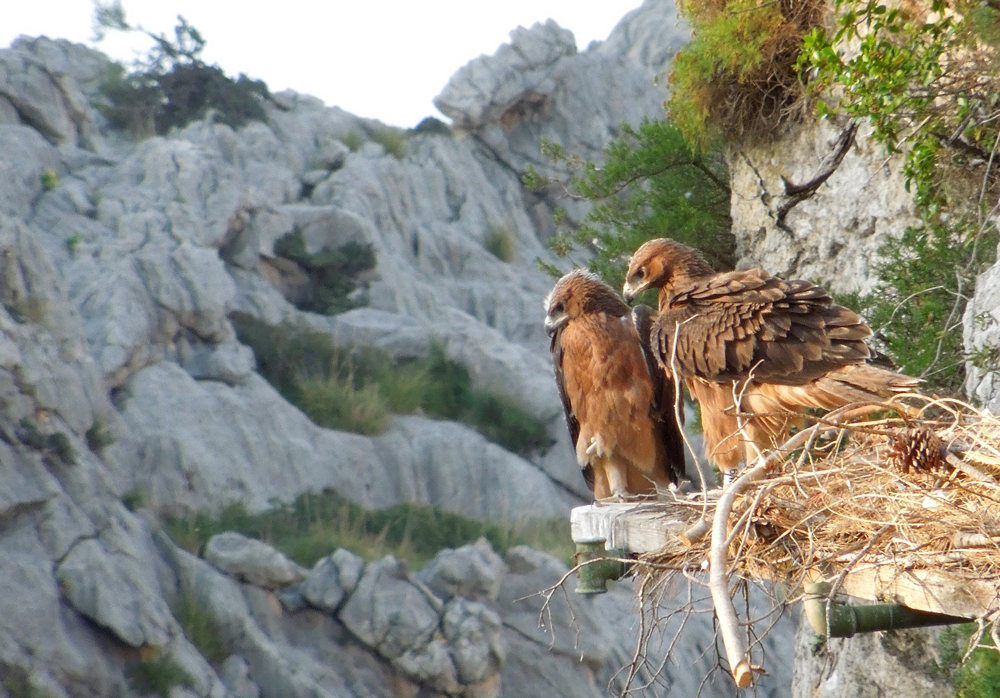
Aigle de Bonelli, espèce rare des gorges de l'Ardèche.

Les gorges de l'Ardèche, le pont d'Arc et le massif voisin de la Dent de Rez (la « Dent de Scie » dominant le plateau des Gras à 700 m d'altitude ; rez, issu de reïssa, signifie la « scie » en occitan) sont respectivement classés en réserve naturelle, site classé et arrêté de biotope.

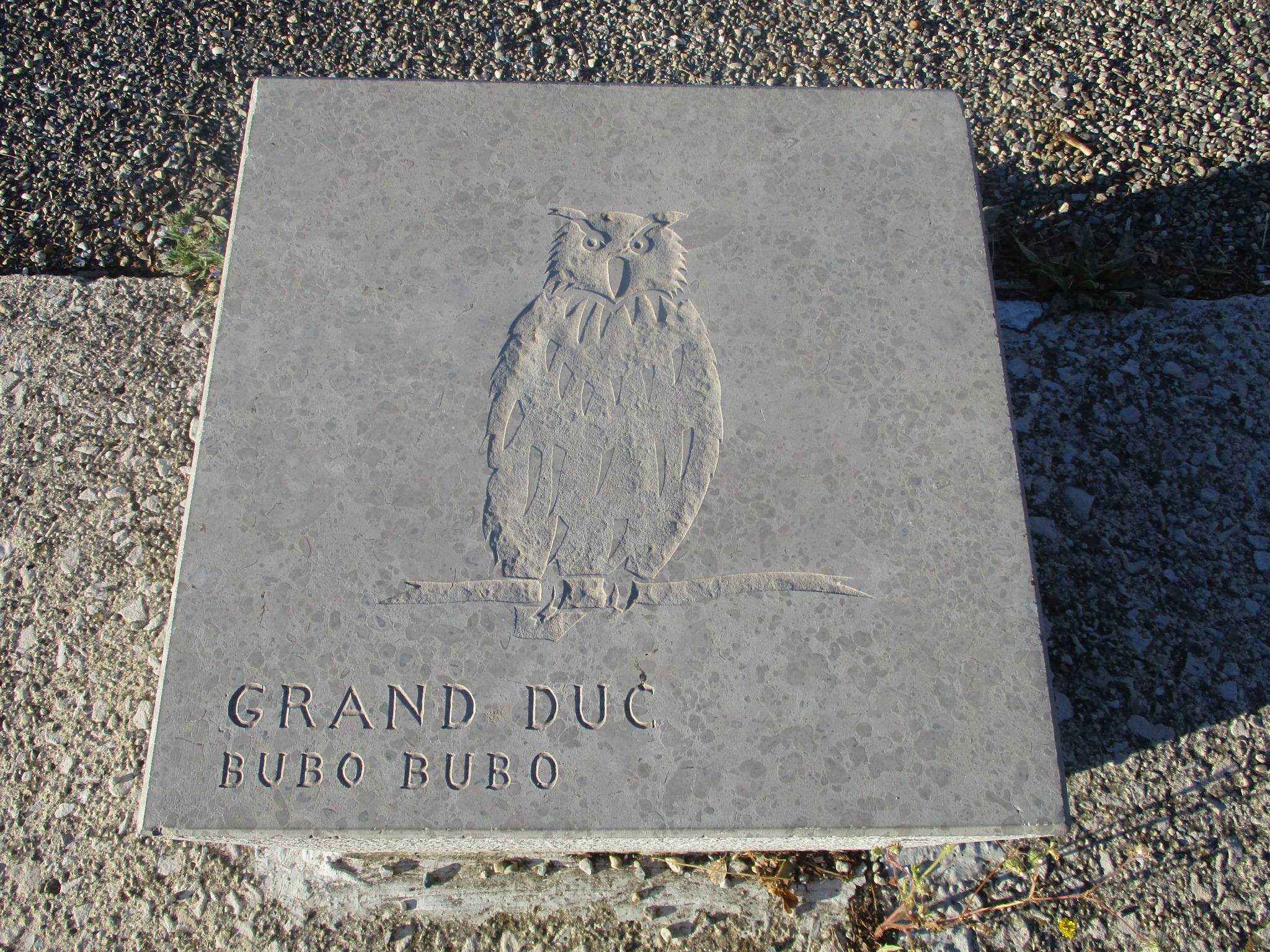
Hibou grand-duc.

La réserve naturelle nationale des gorges de l'Ardèche, qui couvre 1 575 hectares, est créée par le décret no 80-27 du 14 janvier 1980 paru au Journal Officiel du 18 janvier 1980. Sa gestion a été confiée successivement au GIGA (groupement intercommunal des Gorges de l'Ardèche), au SIVA (syndicat intercommunal de Vallée de l'ardèche), au SIGARN (syndicat intercommunal des Gorges de l'Ardèche et de leur région naturelle), devenu SGGA (syndicat de gestion des Gorges de l'Ardèche). Elle vise à la protection du patrimoine naturel (faune, flore, richesses minérales et paysagères). Le siège du SGGA est installé à Saint-Remèze.
Le camping est interdit dans la réserve à l'exception des bivouacs de Gaud et du Gournier, gérés par le SGGA, et du camping naturiste de la Plage des Templiers, seul camping encore existant au fond des gorges parmi les quatre autorisés par le décret du 14 janvier 1980.